# Sessea andina
Sessea andina är en potatisväxtart som beskrevs av Francey. Sessea andina ingår i släktet Sessea och familjen potatisväxter. Inga underarter finns listade i Catalogue of Life.